# Зубков Олександр Юрійович
Олександр Юрійович Зубков (рос. Александр Юрьевич Зубков, 10 серпня 1974) — російський бобслеїст, призер Олімпійських ігор. 
Олександр Зубков займається бобслеєм з 1999 року. До того він виступав на змаганнях у санному спорті і брав участь в Олімпіаді у Нагано. Зубков двічі ставав срібним та двічі бронзовим призером чемпіонатів світу.

## Дискваліфікація
24 листопада 2017 року рішенням Міжнародного олімпійського комітету за порушення антидопінгових правил позбавлений двох золотих медалей Олімпійських ігор 2014 року в Сочі і довічно усунений від участі в Олімпійських іграх.